# Facultad de Ciencias de la Educación (UC)
La Facultad de Ciencias de la Educación (abreviada FaCE), es una de las siete facultades de la Universidad de Carabobo en Venezuela. Fue fundada en 1962 como una de las primeras facultades de la universidad. Está ubicada en la Ciudad Universitaria Bárbula al norte del Municipio Naguanagua de la ciudad de Valencia, Estado Carabobo. Posee 17 carreras de pregrado y 17 programas de postgrado. 
Desde el año 2004 funciona en la Av. Salvador Allende, cerca de FACES. Hasta ese año se ubicaba aledaña al arco de Bárbula.

## Misión
Ser una institución Nacional Autónoma de servicio educativo a la sociedad, que tiene como objetivo, preparar el capital intelectual en el área de la educación, mediante la producción, facilitación y reafirmación de los conocimientos científicos, tecnológicos y humanísticos, para formar con la más alta calidad, educadores competentes, que ostenten valores éticos y morales, y se desempeñen exitosamente en el campo de la educación.

## Visión
Ser un espacio para la construcción, asimilación y divulgación del conocimiento científico y humanístico en la docencia directa y de apoyo, para generar cambios reactivos de transformación social a nivel local, regional y nacional; constructora y revitalizadora de los valores humanos en un mundo globalizado, competitivo, con crisis de crecimiento económico, ambiental, cultural y ético. Ser también un espacio de intereses espirituales compartidos entre los miembros de la comunidad de la Facultad de Ciencias de la Educación, que permiten lograr los fines trascendentes de las personas y el desarrollo sustentado y sustentable del país.